# Студентські протести в Албанії (2018-2019)

## Протести

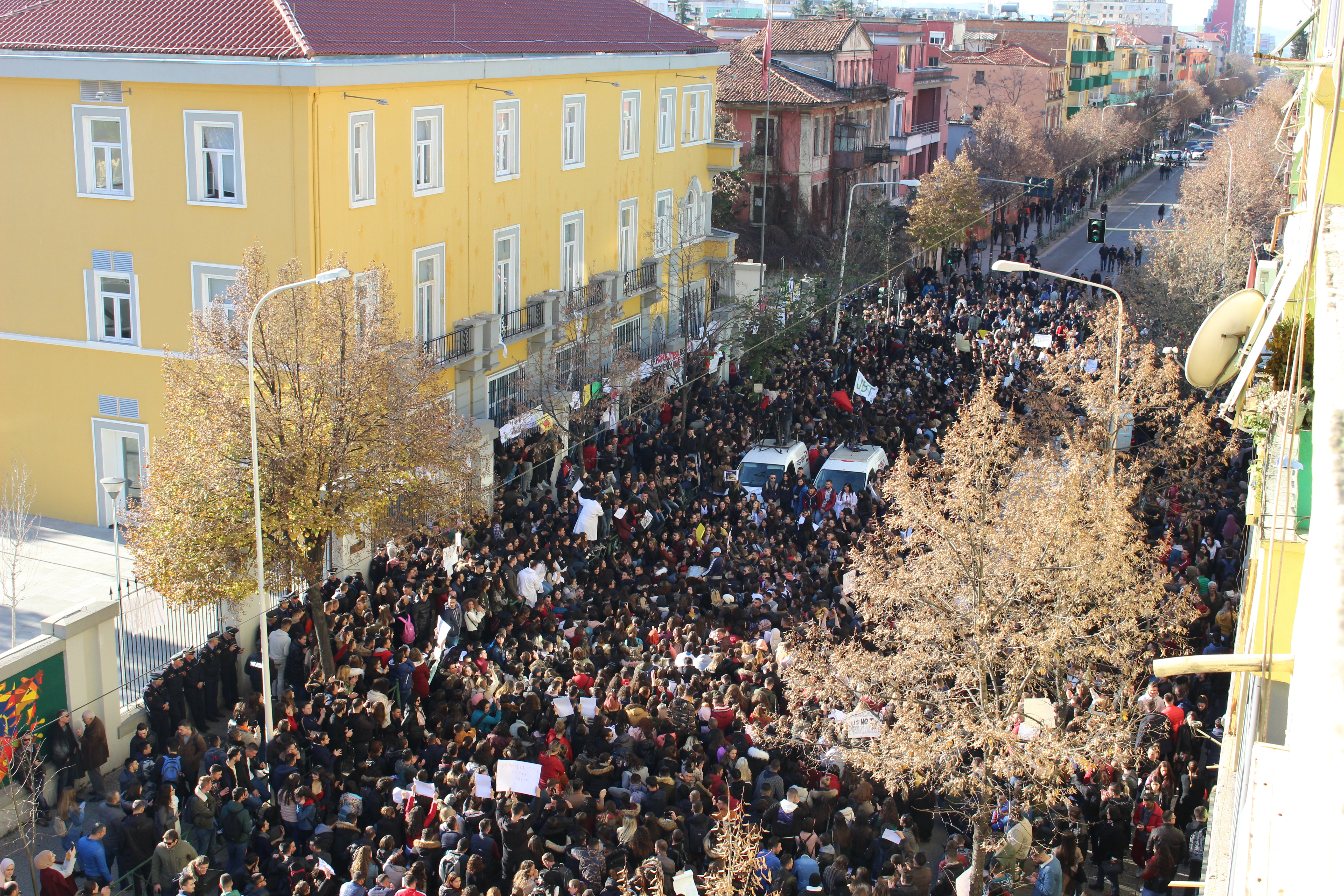
Протестуючі під Міністерством освіти

Протести, що стартували 4 грудня студентами факультету архітектури та урбаністики Політехнічного університету Тирани та багатьма іншими, посилились 7 грудня.
Метою протесту був тиск на уряд для ратифікування і виконання восьми вимог, запропонованих Албанською студентською радою, з метою зменшення високої вартості освіти та поліпшення жахливих умов, в яких знаходятся студентські гуртожитки. 
Тисячі студентів по Тирані бойкотували заняття і пройшли від своїх університетів до будівлі Міністерства освіти, молоді та спорту, вимагаючи від міністерства скоротити плату за навчання і скасувати рішення уряду про додаткову плату за іспити, а також інші вимоги, такі як кращі умови проживання в гуртожитках. Це був найбільший протест, який країна бачила протягом багатьох років.
Студенти з державних університетів інших міст, таких як Дуррес, Шкодер, Ельбасан і Корча, також приєдналися до студентських протестів, які розпочалися в Тирані, бойкотуючи лекції і збираючись на вулицях.
На 2-й день протесту міністр освіти Ліндита Нікола заявила, що рішення уряду про високу вартість навчання буде скасовано, але студенти вирішили продовжити протести через їхні інші вимоги.
Протест продовжувався у наступні тижні, і студенти, організовані через соціальні медіа, надіслали офіційний лист уряду з 8 вимогами. 
Протест став масовим, і багато громадян приєдналися, а всі студенти в Албанії бойкотували навчання. Протест також підтримали професори державних університетів та інші громадські діячі. 
Студенти вимагали скасування закону про вищу освіту, вважаючи його основним джерелом більшості проблем, з якими вони стикаються сьогодні. По-перше, Прем'єр-міністр запропонував деякі поступки щодо скасування плати за навчання для відмінників та студентів з сімей, які потребують допомоги, а також можливості працевлаштування в державному управлінні, які негайно були відхилені. На думку демонстрантів, не має сенсу надавати альтернативні поступки, а не вирішувати першопричину.

## Урядові зміни
Прем'єр-міністр розпочав поїздки до державних університетів, для спілкування зі студентами про їх проблеми. Він почав свій тур з Аграрного університету Тирани. Більшість студентів не приходили на зустрічі, і багато хто з них виходив з кімнати, коли говорив прем'єр-міністр. 
Його заклики до діалогу також було відхилено під час протесту у багатьох телевізійних шоу.
28 грудня Еді Рама розпустив свій кабінет з половиною міністрів, включаючи міністра освіти, у відповідь на протести, які викрили масштаби народного невдоволення його правлінням. Народні збори його керівної Соціалістичної партії зібралися і там, Рама наголосив, що зміни були "не результатом невдач". Він звинувачував у "слабкій опозиції" та багатьох проблемах із засобами масової інформації, які він також раніше називав "сміттєвими контейнерами", бо не бачив економічного успіху, досягнутого його урядом, і звинуватив своїх чиновників у створенні того, що він назвав "кастою".

## Скандал з плагіатом
Однією з причин, чому студенти продовжували протестувати, був також величезний скандал з плагіатом, в якому брали участь багато громадських діячів, переважно політиків і професорів державних університетів. Денонсація випадків плагіату розпочалася у жовтні, коли Таулант Мука, молодий епідеміолог, який отримав освіту в Нідерландах, здійснив хрестовий похід проти «фальшивих» кандидатів наук, серед яких багато політиків і урядовців. 
Незважаючи на увагу ЗМІ до цього явища, яке протягом багатьох років було неофіційно відомо, лише одного залученого офіційного представника було звільнено. Скандал також звинуватив міністра освіти в середньому балі 5,8 з 10, що дійсно є низьким для студентів в Албанії. Деякі квитанції про її диплом про середню школу просочилися і не було вжито жодних заходів. 
Чиновники, обвинувачені у плагіаті:
- Ервін Демо — Заступник міністра освіти (подав у відставку)
- Блерина Гюлеметі — депутат Соціалістичної партії.
- Огерта Манастірлю — Міністр охорони здоров'я та соціального захисту
- Мімі Кодхелі — Колишній міністр оборони і народний депутат
- Моніка Крімаді — Голова опозиційної партії Соціалістичний рух за інтеграцію
- Таулант Балла — депутат Соціалістичної партії.
- Міранда Карчанай — Директор Національного агентства інформаційного суспільства (AKShI)
- Дітйона Куле — Професор економічного факультету
- Ксеанела Сотірофськи — Ректор Університету Дурреса

## Протести в державних університетах
Після відновлення своїх протестів у січні студенти вирішили продовжувати бойкотувати навчання і займали свої факультети, організовували дискусійні форуми та читальні групи, доки їхні вимоги не будуть задоволені. Бойкот продовжувався протягом січня на більшості факультетів, професори приєдналися до протестів і підтримали вимоги студентів.

## Результати
Уряд після перестановки кабінету і скасування законів, які підвищили плату за навчання студентів, які змушені повторно складати іспити, скоротили плату за навчання вдвічі для всіх студентів на наступний навчальний рік і оголосили, що він продовжуватиме допомагати відменникам через щомісячну оплату і за рахунок зменшення зборів у майбутньому. 9 січня студенти двох факультетів - юридичного та економічного - заночували в аудиторіях. 
11 січня поліція увійшла до складу факультетів і були випадки фізичного протистояння студентів і співробітників поліції.
Деякі гуртожитки відремонтували, тоді як багато інших питань залишилися без відповіді.